# Edward Brudzewski
Edward Brudzewski (ur. 1838, zm. 1908) – ziemianin polski, uczestnik powstania styczniowego, zaprzyjaźniony z dramatopisarzem Stanisławem Wyspiańskim.

## Życiorys
Pochodził z Wielkopolski. Kształcił się w zakresie agronomii we Wrocławiu, w czasie studiów będąc członkiem Towarzystwa Literacko-Słowiańskiego (1859). Potem odbył służbę wojskową w szeregach pruskiej kawalerii. Po wybuchu powstania styczniowego walczył w stopniu oficerskim w oddziale Apolinarego Kurowskiego, dowodził szwadronem jazdy. Używał w okresie powstania pseudonimu Nałęcz. Został ranny pod Miechowem.
Po powstaniu internowany przez władze austriackie w Krakowie, zbiegł niebawem do Francji i przez pewien czas przebywał na emigracji. Powróciwszy do kraju osiadł i gospodarował w podkrakowskich Korabnikach. Tu poznał Wyspiańskiego, który był kolegą szkolnym jego synów Karola i Kazimierza. Wyspiański często przyjeżdżał do Korabnik i zaprzyjaźnił się z weteranem powstania; ślady tej znajomości można odnaleźć w dramacie Wyzwolenie.
Zmarli powstańcy 1863 roku zostali odznaczeni przez prezydenta RP Ignacego Mościckiego 21 stycznia 1933 roku Krzyżem Niepodległości z Mieczami. 